# Université de Hué
L'université de Hué est une université située à Hué, l'ancienne capitale impériale du Vietnam. Elle a été fondée en 1957.